# Toni Pérez
Toni Pérez (Oviedo, 7 giugno 1990) è un hockeista su pista spagnolo.

## Palmarès

### Club

#### Titoli nazionali
- Campionato spagnolo: 1

Liceo La Coruña: 2012-2013
- Supercoppa di Spagna: 1

Liceo La Coruña: 2016
- Campionato portoghese: 2

Sporting CP: 2017-2018, 2020-2021
- Elite Cup: 1

Sporting CP: 2018

#### Titoli internazionali
- CERH European League: 3

Liceo La Coruña: 2011-2012
Sporting CP: 2018-2019, 2020-2021
- Supercoppa d'Europa/Coppa Continentale: 3

Liceo La Coruña: 2012-2013
Sporting CP: 2019-2020, 2021-2022
- Coppa Intercontinentale: 1

Liceo La Coruña: 2012

### Nazionale
- Campionato europeo: 2

A Coruña 2018, Paredes 2021